# Ivan Turina
Ivan Turina, född 3 oktober 1980 i Zagreb, död 2 maj 2013 i Solna, Stockholms län, var en kroatisk fotbollsmålvakt.

## Klubblagskarriär
Turina började sin proffskarriär i Dinamo Zagreb under sommaren 1998. Inledningsvis var han klubbens fjärdemålvakt bakom Dražen Ladić, Tomislav Butina och Vladimir Vasilj. Turina blev istället utlånad till tre olika klubbar mellan 1999 och 2003, Croatia Sesvete, Kamen Ingrad och Osijek.
Turina blev förstemålvakt i Dinamo Zagreb under säsongen 2003-04, vilket medförde 22 matcher i kroatiska ligan på meritlistan. Han gjorde även sina två första UEFA-cupmatcher för klubben under hösten 2003. Säsongen 2004-05 spelade han 12 matcher för Dinamo och fick tidvis agera andremålvakt, men sedan återfick han sin plats som förstemålvakt i klubben säsongen 2005-06 och medverkade i alla dess 32 ligamatcher under säsongen. Detta år vann laget den kroatiska ligan.
Han började även säsongen 2006-07 som Dinamo Zagrebs förstemålvakt, och medverkade i alla fyra UEFA Champions League-kvalmatcher mot Ekranas och Arsenal, samt båda UEFA-cupmatcherna mot Auxerre i början av säsongen. Några kostsamma misstag medförde att han blev av med sin uppgift som förstemålvakt och den gick över till Filip Lončarić i slutet av september 2006, sju ligamatcher in på säsongen. Sedan gjorde Turina inga ytterligare matcher för klubben. Så småningom sålde de honom till Skoda Xanthi i grekiska superligan under sommaren 2007.
I Skoda Xanthi började Turina säsongen 2007-08 som förstemålvakt, men förlorade sin plats till Michael Gspurning efter åtta matcher och gjorde inga fler framträdanden i klubben under resten av säsongen.  Den 26 augusti 2008 undertecknade han ett treårigt avtal med polska EK Lech Poznań , där han blev förstemålvakt under vissa delar av säsongen 2008-09. Han spelade 12 matcher i polska ligan och 6 i UEFA-cupen.
Den 11 september 2009 sade Turina upp sitt kontrakt med Lech Poznań och började träna med Dinamo Zagreb igen. Den 28 januari 2010, bekräftade Dinamo Zagreb undertecknandet med Turina på ett korttidskontrakt fram till slutet av säsongen 2009/2010. Hans enda speltid för Dinamo under säsongen var den 14 april 2010 i  2–1-vinsten mot Varteks, där han ersatte Tomislav Butina vid halvtid. 

### AIK
I maj 2010 började Turina provträna med AIK. AIK led då av målvaktskris eftersom två reservmålvakter var skadade och förstemålvakten Tomi Maanoja ej hade presterat tillräckligt bra under början av säsongen. AIK valde då den 26 maj att skriva ett 3,5 års kontrakt med Turina.
Han gjorde sin debut för klubben den 17 juli 2010 i en 2–0-vinst över Malmö FF på Råsunda.
I februari 2013 skrev han på ett nytt kontrakt som skulle gälla fram till 2016. Turina var mycket populär bland AIK-supportrarna och spelade totalt 65 matcher för klubben i allsvenskan.

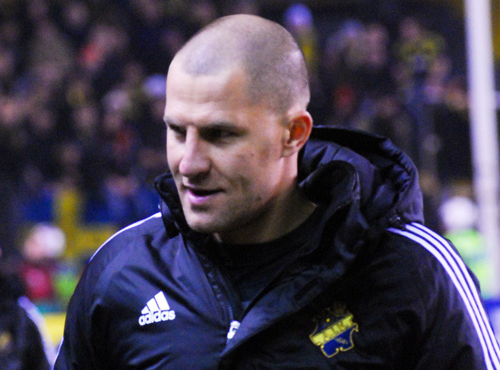
Ivan Turina i AIK, 2012

## Död
Den 2 maj 2013 avled Turina i sömnen i sin lägenhet i Solna. Hans fru förstod inte vad som hade hänt förrän på morgonen. Obduktionsrapporten, som släpptes den 10 juli 2013, pekar på att Turinas död orsakades av hjärtrytmrubbningar, ett medfött och ärftligt hjärtfel. Han efterlämnade sig två tvillingdöttrar och en gravid fru.

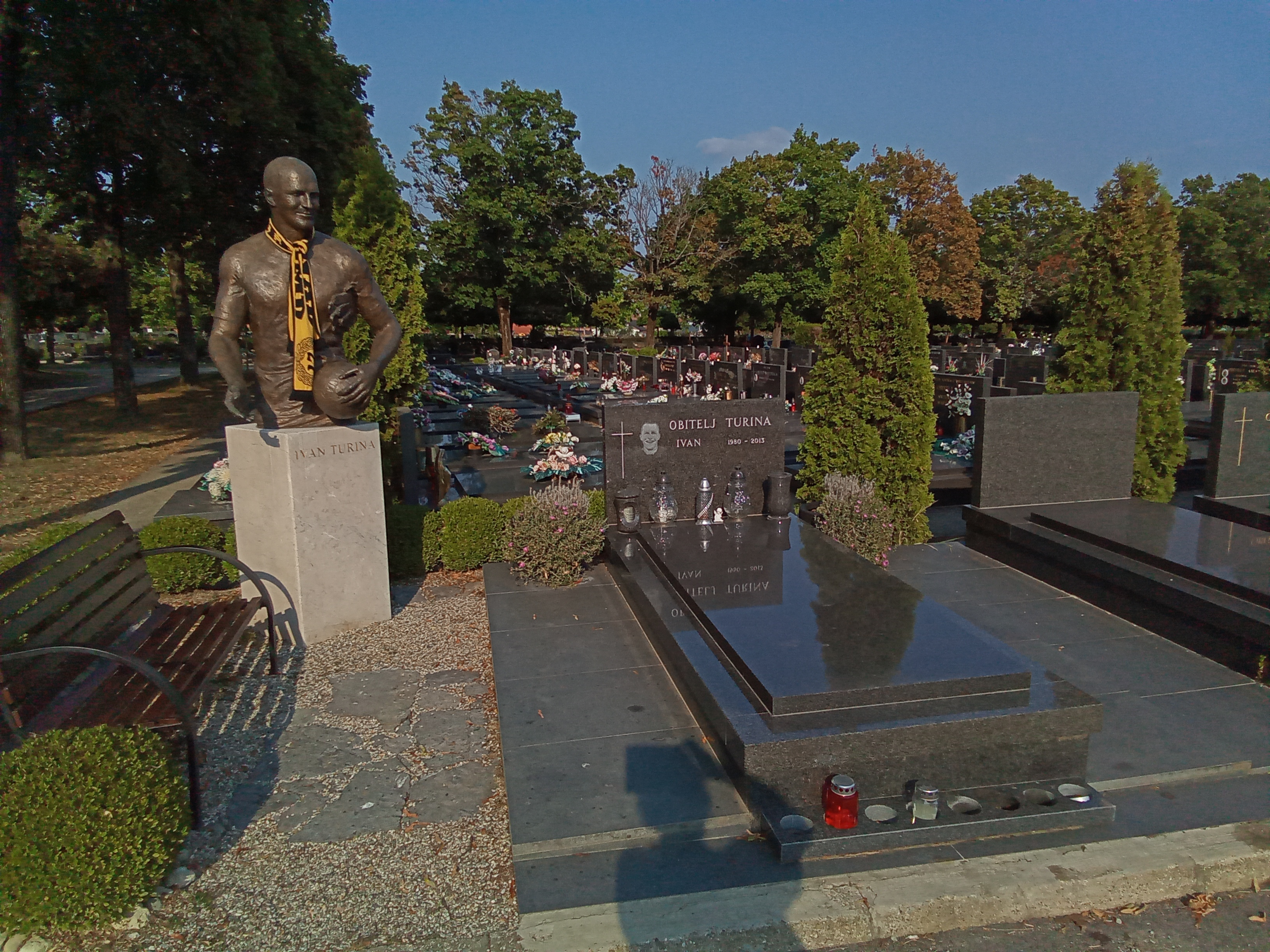
Ivan Turinas gravplats i Zagreb, Kroatien

Den 13 maj 2013 spelades en välgörenhetsmatch på Friends Arena för att hedra honom mellan AIK och Dinamo Zagreb, Turinas ungdomslag, där han även spelade som proffs fram till 2007 och våren 2010. All vinst från matchen gick till Turinas familj. De tidigare AIK-spelarna Krister Nordin och Nebojša Novaković deltog i matchen som Dinamo Zagreb vann med 1–0 inför 8 058 åskådare. Turinas familj tog emot ca 1,5 miljoner kronor som resultat av välgörenhetsmatchen.

## Landslagskarriär
I september 1996 vann Turina två landskamper för det kroatiska U17-fotbollslandslaget och gjorde även fyra landskamper för det kroatiska U19-landslaget mellan oktober 1998 och maj 1999. Han medverkade även i fyra vänskapsmatcher för det kroatiska U21-landslaget i fotboll år 2000.
Den 1 februari 2006 vann Turina sin enda landskamp för kroatiska A-landslaget i en vänskapsmatch mot Hongkong i Carlsberg Cup, där han ersatte Joey Didulica i halvtid. Kroatien vann matchen med 4-0.